# Santiago del Campo
Pour les articles homonymes, voir Santiago (homonymie).
Santiago del Campo est une commune de la province de Cáceres dans la communauté autonome d'Estrémadure en Espagne.